# Église catholique en Albanie

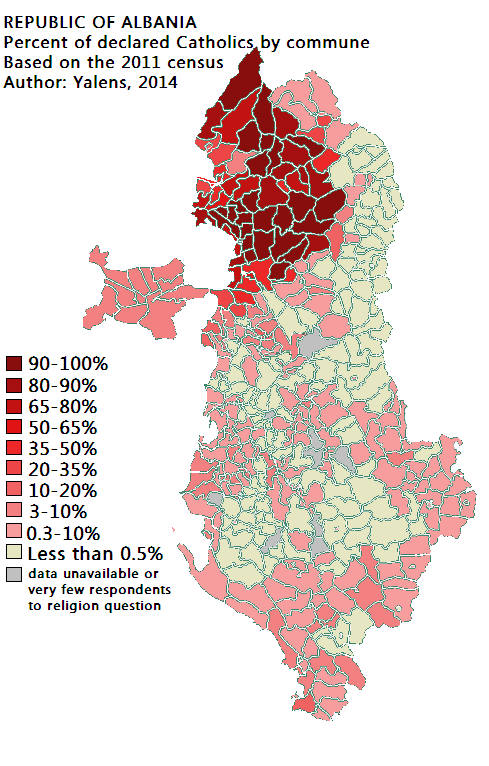
Répartition des catholiques en Albanie selon le recensement de 2011.

L'Église catholique en Albanie (en albanais : Kisha Katolike në Shqipëri), désigne l'organisme institutionnel et sa communauté locale ayant pour religion le catholicisme en Albanie.
L'Église en Albanie est organisée en deux provinces ecclésiastiques (Shkodër-Pult et Tiranë-Durrës), qui ne sont pas soumises à une juridiction nationale au sein d'une église nationale mais qui sont soumises à la juridiction universelle du pape, évêque de Rome, au sein de l'« Église universelle ».
Les deux provinces répartissent cinq diocèses (deux archidiocèses métropolitains et trois diocèses) et une administration apostolique, qui rassemblent toutes les paroisses de l'Albanie.
En étroite communion avec le Saint-Siège, l'administrateur apostolique d'Albanie méridionale et les évêques des diocèses en Albanie sont membres d'une instance de concertation, la Conférence épiscopale d'Albanie.
En 1991, la « Petite Constitution » stipule que l'Albanie n'a plus de religions d'État ni officielles, puis l'article 7 de la Constitution de 1998 précise que « La république d'Albanie est un État laïc » et que « L'État respecte la liberté de croyance religieuse », autorisant, ainsi l'Église catholique.
L'Église catholique est une communauté religieuse minoritaire en Albanie.

## Histoire
Le premier évêque connu de l'Albanie actuelle est Mgr Bassus, qui fut évêque de Scutari (Shkodër) en 387, suffragant de l'évêque de Thessalonique, primat de toutes les Illyriques.
De 1444 à 1468, Skanderbeg dirige la résistance à l'invasion turque-ottomane. À cette époque, le nord de l’Albanie était majoritairement catholique, tandis que le centre et le sud de l’Albanie étaient majoritairement orthodoxes. Finalement, en 1480, l'Albanie fut conquise par l'Empire ottoman.
À sa fondation en 1913, l'Albanie, à majorité musulmane mais avec d'importantes minorités catholiques au Nord et orthodoxes au Sud, n'a pas de religion d'État ni officielle, mais sa constitution reconnaît tous les cultes.
Le 28 novembre 1944, les troupes allemandes quittent l'Albanie qui devient la république populaire socialiste d'Albanie dirigée par le communiste Enver Hoxha sous le nom de « gouvernement démocratique d'Albanie ». Hoxha projette de donner naissance à une Église patriotique catholique, indépendante du pape, qu'il contrôlerait. Rapidement, l'Église catholique est considérée comme hors la loi par le régime, qui lui confisque ses biens et restreint ses droits. Le moindre acte religieux, tel un baptême, même célébré en privé, est passible de la peine de mort. Les sacrements ne pouvant plus être donnés, le Père Lazër Shantoja célèbre la messe, confesse, baptise et instruit dans la religion de manière clandestine, mais le 27 janvier 1945, il est arrêté puis fusillé le 5 mars 1945, dans l'enceinte de la prison de Tirana, devenant le premier des 38 martyrs d'Albanie.
En 1967, Enver Hoxha proclame l’athéisme religion d'État et « doctrine officielle » du régime, l'Albanie devient le « premier État athée du monde ». Enver Hoxha ordonne l'interdiction des observances religieuses et que tous les édifices religieux n'ayant pas d'intérêt historique, soient démolis ou transformés en terrains de sport, en entrepôts ou nationalisé en d’autres installations séculières. Sur les 2 169 églises, mosquées et monastères, 1 800 sont détruits tandis que ceux qui subsistent servent à d'autres fonctions.
Pendant la période communiste, parmi les sept évêques, les cent-onze prêtres, la dizaine de séminaristes et autant de religieuses torturés puis exécutés ou morts emprisonnés en camp de concentration, 34 seront déclarés martyrs. Les laïcs catholiques subissent le même sort avec 4 d'entre-eux qui seront également déclarés martyrs. Les séminaires sont fermés.
Après la chute du mur de Berlin (1989), l'Albanie ne peut pas payer entièrement sa dette et se trouve en défaut souverain en 1990. La même année, Mère Teresa se rend en Albanie, son pays natal, pour y fonder une maison des sœurs missionnaires de la Charité. Elle dépose une gerbe sur la tombe d'Enver Hodja. Ignorant les répressions et l'oppression des peuples, Mère Teresa répond à ces accusations en disant : ce « qui compte pour moi, c’est que je puisse m’occuper des pauvres ».
Le 8 mai 1990, le Parlement adopte plusieurs mesures libéralisant le Code pénal : la pratique religieuse ne tombe plus sous le coup de la loi, un seul évêque et 30 sœurs et prêtres (dont le père Ernest Simoni) sont retrouvés vivants.
Le 12 mai 1990, Ramiz Alia déclare que la démocratisation est désormais un processus « irréversible », et annonce la mise à l'étude de l'éventuelle réouverture des lieux de culte, églises et mosquées.
En novembre 1990, Ramiz Alia autorise la pratique religieuse privée en Albanie. Le 11 décembre 1990, Ramiz Alia autorise le multipartisme mettant fin du régime du parti unique.
Le 22 décembre 1990, le Parti démocratique demande le report des élections du 10 février 1991, afin d'avoir le temps de s'y préparer, tandis que se constitue une seconde formation indépendante, le Parti chrétien-démocrate.
En 1991, la « Petite Constitution » stipule que l'Albanie n'a plus de religions d'État ni officielles, puis l'article 7 de la Constitution de 1998 précise que « La république d'Albanie est un État laïc » et que « L'État respecte la liberté de croyance religieuse », autorisant, ainsi l'Église catholique. Les lieux de cultes rouvrent et les mouvements religieux sont autorisés à se développer.
En 2016, le pape François a reconnu les 38 martyrs d'Albanie assassinés entre 1945 et 1974 et a canonisé Mère Teresa.

## Organisation
L'Église catholique romaine en Albanie est divisée en cinq diocèses (deux archidiocèses métropolitains, trois diocèses) et une administration apostolique :
- Province ecclésiastique de Shkodër-Pult
  - Archidiocèse de Shkodër-Pult
  - Diocèse de Lezhë (it)
  - Diocèse de Sapë (it)
- Province ecclésiastique de Tiranë-Durrës
  - Archidiocèse de Tirana-Durrës
  - Diocèse de Rrëshen (en)
  - Administration apostolique d'Albanie méridionale (rite italo-albanais)

## Statistique
Dans une population de 3 millions d'habitants, l'Église catholique est minoritaire avec 300 000 catholiques (10 %), après les musulmans (58,8 %) et les sans-religions (18,7 %) et avant les orthodoxes (6,8 %),.